# تپه صحرا ۴
تپه صحرا ۴ مربوط به دوره ساسانیان است و در شهرستان کوهدشت، بخش طرهان، ۱/۳ کیلومتری جنوب شهر گراب واقع شده و این اثر در تاریخ ۲۸ اسفند ۱۳۸۵ با شمارهٔ ثبت ۱۸۸۴۳ به‌عنوان یکی از آثار ملی ایران به ثبت رسیده است.